# 君島奈津子
君島 奈津子（きみじま なつこ、1981年7月21日 - ）は、栃木県出身の日本の柔道家。52kg級の選手。身長163cm。得意技は袖釣込腰。

## 経歴
柔道は10歳の時に矢板スポーツ少年団で始めた。矢板中学から帝京高校へ進むと、2年の時に全国高校選手権57kg級で5位となった。2000年に国際武道大学へ進むと、2年の時には全国女子体重別52kg級決勝で旭川南高校3年の佐藤愛子に敗れるも2位になった。3年の時には選抜体重別で3位になると、学生体重別では2位だった。4年の時には選抜体重別と学生体重別で3位となった。2004年に警視庁の所属となると、アジア選手権で3位になった。2005年の選抜体重別では決勝でコマツの宝寿栄を有効で破って優勝を飾った。2006年にはポーランド国際で優勝した。講道館杯では決勝で淑徳大学3年の西田優香を効果で破って優勝した。2007年のアジア選手権では2度目の3位となった。講道館杯では準決勝で48kg級から階級を上げてきたばかりの渋谷教育学園渋谷高校3年の中村美里に大外刈で敗れて3位だった。2008年の選抜体重別では3位だったが、初戦で中村以上に北京オリンピックの有力候補だった世界選手権3位である了徳寺学園職員の西田を内股で破って、西田の夢を打ち砕いた。なお、選抜体重別での優勝は1回だが、3位には6度もなっている。

## 主な戦績
- 1999年 -　全国高校選手権　5位(57kg級)
- 2001年 -　全国女子体重別　2位
- 2002年 -　選抜体重別　3位
- 2002年 -　学生体重別　2位
- 2003年 -　選抜体重別　3位
- 2003年 -　学生体重別　3位
- 2004年 -　ブルガリア国際　3位
- 2004年 -　選抜体重別　3位
- 2004年 -　アジア選手権　3位
- 2005年 -　選抜体重別　優勝
- 2005年 -　講道館杯　3位
- 2006年 -　ポーランド国際　優勝
- 2006年 -　講道館杯　優勝
- 2007年 -　アジア選手権　3位
- 2007年 -　選抜体重別　3位
- 2007年 -　講道館杯　3位
- 2008年 -　選抜体重別　3位
- 2008年 -　講道館杯　3位
- 2009年 -　選抜体重別　3位

(出典、JudoInside.com)